# Ernest Hemingway
Ernest Miller Hemingway (Oak Park, Illinois, 1899. július 21. – Ketchum, Idaho, 1961. július 2.) irodalmi Nobel-díjas amerikai regényíró, novellista, újságíró. Az elveszett nemzedék jeles tagja.

## Élete
A kalandos életű író jómódú polgárcsaládból származott. Oak Parkban, Chicago (Illinois) egyik külvárosában született mint második gyerek és első fiú. Apja Clarence Edmonds Hemingway vidéki orvos volt, anyja Grace Hall. A család egy hatszobás Viktória-korabeli stílusú házban lakott, amelyet még Hemingway anyai nagyapja, Ernest Miller Hall, angol emigráns, az amerikai polgárháború veteránja építtetett.
Hemingway anyja, egy uralkodó természetű és erősen vallásos asszony, szigorúan betartotta az Oak Park-i protestáns erkölcsöket. Hemingway később a helyről, ahol felnőtt, így írt: „A helyet széles gyepek és szűk látókörök jellemezték.” Hemingway inkább természetkedvelő apjához húzott. Együtt mentek vadászni Michigan erdőiben, táborozni, horgászni a tavak körül. A család gyakran töltötte nyári vakációit a Windemere-nek nevezett nyaralójukban, a Walloon-tó partján. A természet iránti vonzódás Hemingwayben korán megalapozta élete végéig tartó szenvedélyét a szabadban átélhető kalandok iránt, és vágyakozását a messzi, elszigetelt tájak felé.

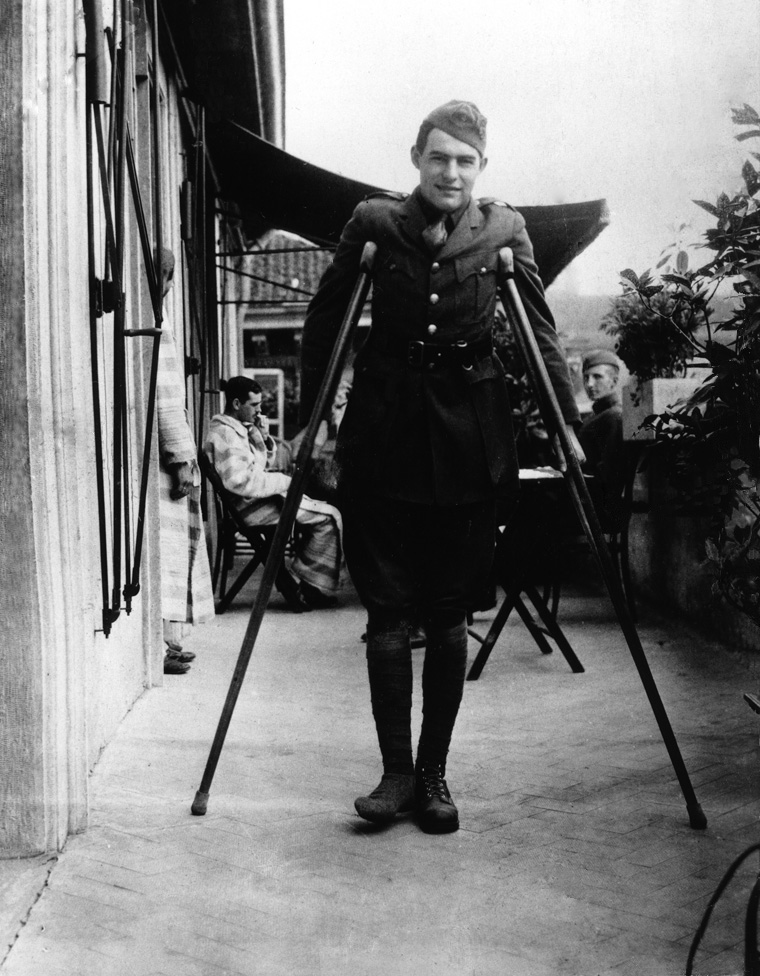
19 évesen a milánói kórházban, 1918 szeptemberében

Hemingway az Oak Park And River Forest nevű középiskolában (1913–1917) sokat sportolt: vízilabdázott, bokszolt, futballozott és atletizált. Ezen kívül kiváló tanulmányi eredményeket ért el angol irodalomból, itt kezdett megismerkedni az újságírással és két évig Marcelline nevű testvérével együtt az iskola zenekarának is tagja volt. A középiskola után a The Kansas City Star című lapnál dolgozott – annak ellenére, hogy csak hat hónapig (1917. október–1918. április), írói pályája alatt mindvégig az újság stílusát követte mint alapvető vezérfonalat: „Írj rövid mondatokat. Az első bekezdés rövid legyen. Használj erőteljes angolt. Légy pozitív, ne negatív.” Hemingway születésének századik évfordulóján a Star az utolsó száz év egyik legjobb riporterének nevezte őt.
Miután úgy döntött, hogy részt vesz az első világháborúban, otthagyta az újságot, és apja tiltakozása ellenére katonának jelentkezett. Az orvosi vizsgálat azonban felfedezte rövidlátását, így mint önkéntes csatlakozott a Vöröskereszt Mentőszolgálatához (Red Cross Ambulance Corps). 1918-ban, útban az olasz front felé, megállt az állandó német bombázás alatt álló Párizsban – olyan közel akart kerülni a harchoz, amennyire csak tudott. Az olasz fronton aztán nemsokára tanúja lehetett a háború brutalitásának. Szolgálatának első napján felrobbant egy lőszergyár Milánó közelében, és az emberi (főleg női) maradványokat neki kellett felszednie. Ez volt első találkozása a halállal. Később ezt az élményét „A Natural History of the Dead” című elbeszélésében írta le. 1918 júliusában Hemingway az olasz Fossaltánál súlyosan megsebesült. Mialatt utánpótlást szállított a katonáknak, osztrák tűzvonalba került, és lábait repeszgránát találta el. Sebesülése véget vetett gépkocsivezetői beosztásának. Később az olasz kormány a katonai bátorság ezüst érdemrendjével jutalmazta (medaglia d'argento), amiért saját sérülései ellenére egy sebesült katonát behúzott a menedékhelyre. Felépülése után az amerikai Vöröskereszt vezetése alatt működő milánói kórházban dolgozott, ahol beleszeretett egy Agnes von Kurowsky nevű amerikai ápolónőbe. Ez a viszony később fő motívumként szolgált a Búcsú a fegyverektől (A Farewell to Arms) című regényében.
1921-ben összeházasodott Elizabeth Hadley Richardsonnal, akivel Párizsba költöztek. Az író innen küldött tudósításokat a görög–török háborúról a Toronto Star kanadai lapnak. Ebben az időben csatlakozott a „párizsi modern irodalmi mozgalom”-hoz, amely főképpen az önkéntes száműzetésben élő, fiatal amerikai írókból és költőkből verődött össze. Itt ismerkedett meg Gertrude Stein amerikai írónővel, aki szintén Párizst választotta otthonának. Mint irodalmi mentor, Stein maga köré gyűjtötte a fiatal amerikai írókat és költőket. Hemingway visszaemlékezései szerint (Vándorünnep – A Moveable Feast), az elveszett nemzedék elnevezés is tőle származik. „Ez az, ami vagy” – mondta Stein. „Mindannyian ezek vagytok, az összes fiatal, aki a háborúban szolgált. Ti vagytok az elveszett nemzedék.” Párizsban barátságot kötött többek között az amerikai Sherwood Anderson íróval, és Ezra Pound költővel. Az amerikai írók csoportja gyakran látogatta az amerikai Sylvia Beach Shakespeare & Company nevű párizsi könyvesboltját. Beach híres volt arról, hogy lelkesen segítette a tehetséges, újító írókat. 1922-ben az ő támogatásával látott nyomdafestéket James Joyce Ulysses című regénye is, amelynek kiadását az Egyesült Államokban betiltották, de Hemingway megpróbálta írótársa regényének másolatait hazájába csempészni. Hemingway első munkáját, "Három történet és tíz vers" (Three Stories and Ten Poems), Párizsban adták ki 1923-ban. Ugyanebben az évben feleségével visszatért Torontóba. Itt született első fia, John Hadley Nicanor.

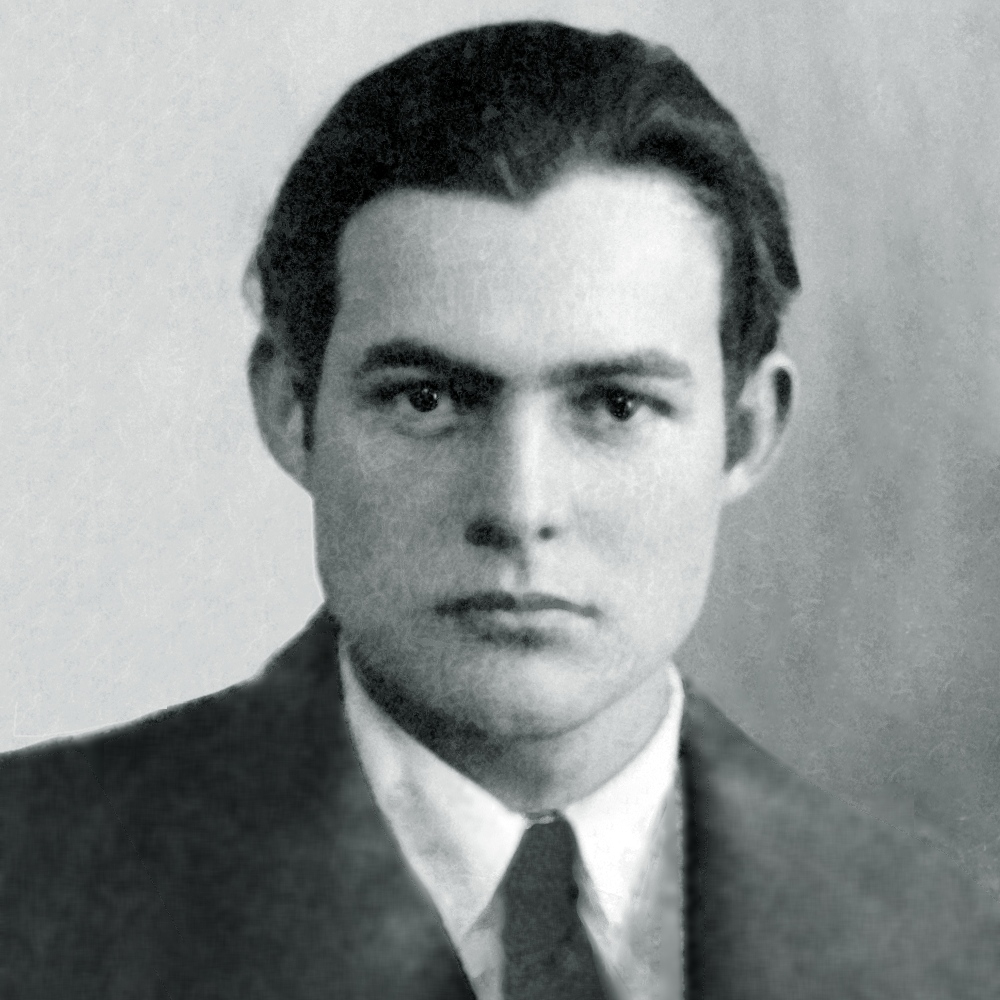
1923-ban

Hemingway amerikai irodalmi karrierje egy novellasorozat, „A mi időnkben” (In Our Time, 1925) publikálásával kezdődött. A novellák kiadása az író számára fontos fordulópontot jelentett; az, hogy az irodalmi körök elfogadták minimalista stílusát, nagyban megnövelte írói önbizalmát. Franciaországi baráti köre inspiráló hatással volt első regénye, A nap is felkel (The Sun Also Rises, 1926) megírásához. A regényt Angliában adták ki először Fiesta címen. Ez a félig-meddig önéletrajzi könyve a Párizsban és Spanyolországban élő amerikaiakról szól. A regényt Európában és az Egyesült Államokban egyöntetű siker fogadta.
1927-ben Hemingway elvált Elizabeth Hadley Richardsontól, és feleségül vette a katolikus Pauline Pfeiffert. A házasság után a protestáns Hemingway áttért a katolikus vallásra. 1927-ben megjelent Férfiak nők nélkül (Men Without Women) című novellagyűjteménye. A gyűjtemény magába foglalta A bérgyilkosok (The Killers) című legismertebb novelláját is. 1927-ben Kansas Cityben megszületett második fia, Patrick, és két évvel később a harmadik, Gregory.
1928-ban Hemingwayék a Key West (Florida) szigetre költöztek, azzal a céllal hogy új szakaszt nyissanak közös életükben; tervüket azonban egy tragikus esemény félbeszakította. Ugyanebben az évben Hemingway apja, Clarence, aki anyagi és egészségi problémákkal küszködött, egy polgárháború korából maradt pisztollyal agyonlőtte magát. Hemingwayt apja öngyilkossága mélyen megrázta. Az esemény később bekerült az Akiért a harang szól (For Whom the Bell Tolls) című regényébe.
1933-ban Mombaszába (Nairobi) utazott, azután Kenyába, majd Tanzániába. A Serengetiben a vadászatnak szentelte idejét. Az 1935-ben kiadott „Afrikai vadásznapló” (Green Hills of Africa), „A Kilimandzsáró hava” (The Snows of Kilimanjaro) és a „Francis Macomber rövid boldogsága” (The Short Happy Life of Francis Macomber) című írásait egytől egyig afrikai kalandjai inspirálták. 1937-ben Hemingway Spanyolországba utazott hogy tudósításokat küldjön a spanyol polgárháborúról az Alliance nevű észak-amerikai újságnak. A háború komoly feszültséget okozott Hemingway házasságában. Az odaadó katolikus Pauline a katolikuspárti, falangista Franco-kormánnyal szimpatizált, míg Hemingway a republikánusokat támogatta.
1938-ban jelent meg a The Fifth Column című egyetlen színdarabja, és 49 novellája The Fifth Column and the First Forty-Nine Stories címen.
Amikor az Egyesült Államok 1941. december 7-én belépett a második világháborúba, Hemingway egy ideig részt vett a tengerészeti hadviselésben Kuba partjainál, ahol az amerikai haditengerészetet segítette a német tengeralattjárók felkutatásában. 1944-ben Angliába telepedett át mint haditudósító. Részt vett a normandiai partraszállásban, ahol újra megsebesült. Elsőként vonult be Párizsba egy francia partizáncsapat parancsnokaként, amiért előbb parancsmegszegés miatt haditörvényszék elé állították, majd végül is kitüntették. Miután a háború véget ért, visszatért Kubába.

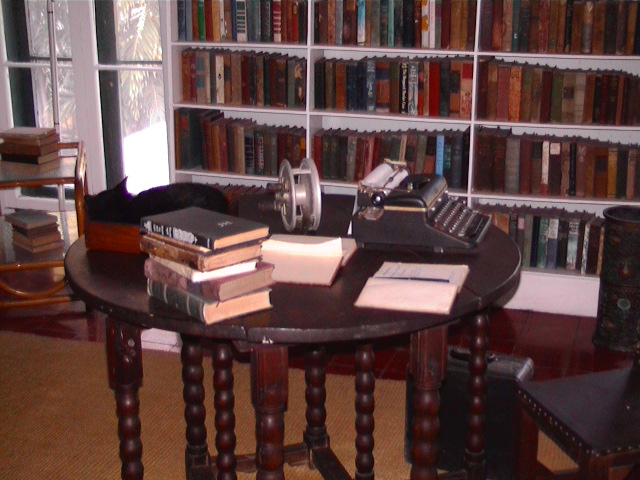
Hemingway íróasztala (Key West)

Az 1950-ben írt „A folyón át a fák közé” (Across the River and Into the Trees) című regényét kedvezőtlen kritika fogadta. 1953-ban Pulitzer-díjat kapott Az öreg halász és a tenger című kisregényéért. Egy évvel később megkapta az irodalmi Nobel-díjat, amit személyesen nem tudott átvenni, mert 1954-ben repülőgépével lezuhant Afrika fölött, a Murchison-vízesésnél. Bár komoly sérüléseket szenvedett, a balesetet túlélte.
A következő években az Idaho állambeli Ketchum városában kezeltette magas vérnyomását és mániás depresszióját. Az egyre súlyosbodó depressziója miatt kapott elektrosokk-terápia is nagyban hozzájárulhattak ahhoz, hogy 1961. július 2-án vadászpuskájával főbe lőtte magát. Szerinte emlékezőtehetségének romlása is az elektrosokk-kezelésnek rovására volt írható; erre többször hivatkozott mint életkedve elvesztésének nyomós okára.
Hemingway mindvégig kalandos életet élt. Részt vett a spanyol polgárháborúban mint önkéntes katona és haditudósító, vadászott Afrika erdeiben és szavannáin, bikaviadalokra járt Spanyolországban. Volt amatőr ökölvívó, és szeretett halászni. Mértéktelenül ivott, ami végül alkoholizmussá fajult.
Hemingway háza Key West szigetén ma múzeum. Itt írta munkái 70%-át a ház mögötti, dolgozószobává alakíttatott garázsban. 1940-ben, a Pauline Pfeiffertől való válása következtében elvesztette szeretett Key West-i otthonát. Pár héttel a válás után feleségül vette Martha Gellhornt, aki négy évig riportertársa volt Spanyolországban. Ugyanebben az évben publikálták a Kubában és Key Westen megírt Akiért a harang szól című regényét. Négyévi viszálykodó házasság után Gellhorntól is elvált. Negyedik és egyben legutolsó feleségét, Mary Wells Monkst, aki szintén háborús riporter volt, 1946-ban vette el. Házasságuk alatt legtöbb idejüket Hemingway Finca Vigía nevű kubai birtokán töltötték.
A háború után írni kezdte következő regényét, az Édenkertet (The Garden of Eden). A könyvet nem fejezte be, s csak halála után adták ki, 1986-ban, erősen rövidített formában.

## Műveinek jellegzetessége
A jéghegy-elv

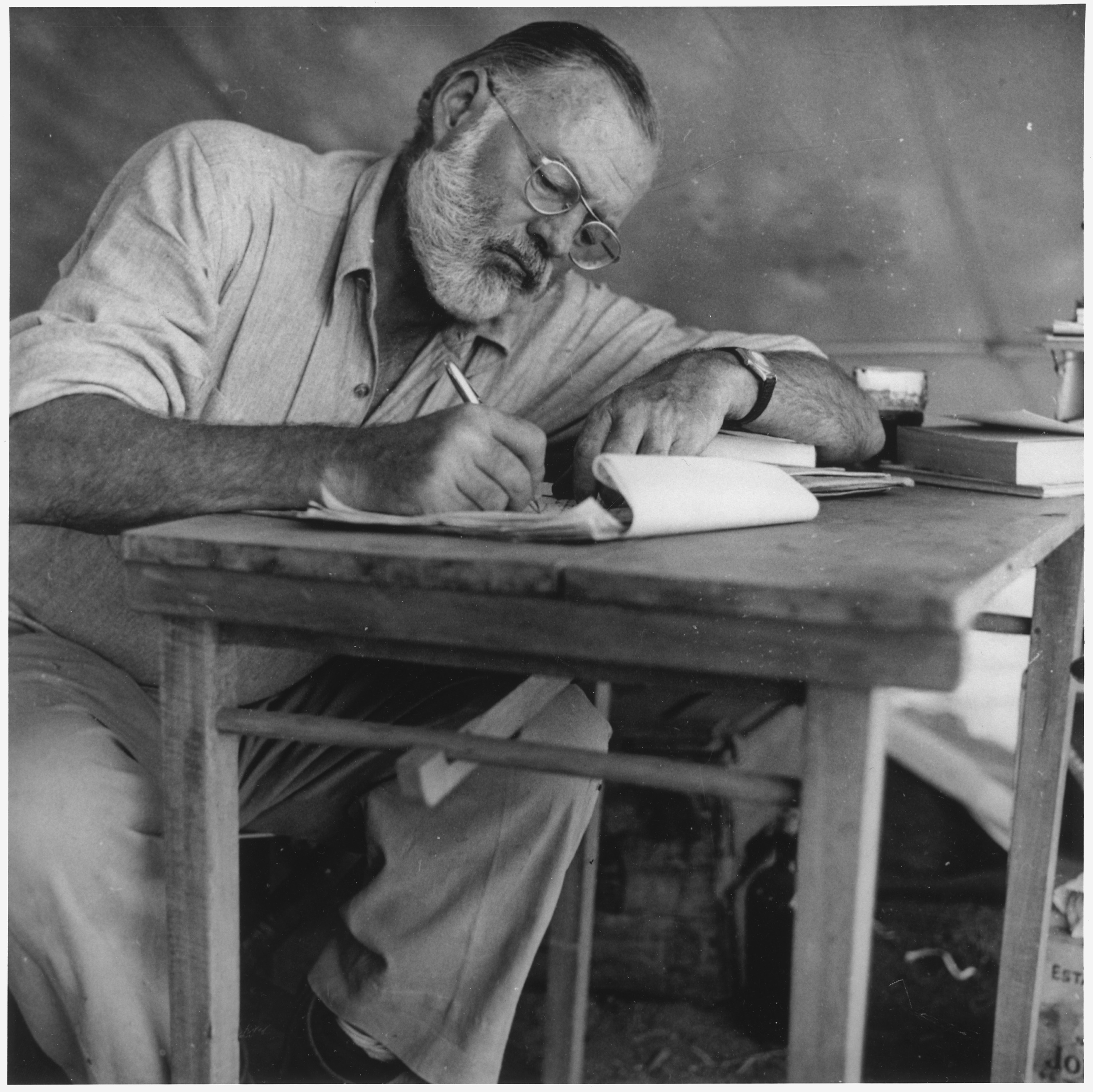
1953 körül

Saját élményeiből ihletett regényei és novellái a férfias erényeket testesítik meg. Hemingway műveire jellemző a tömörség, amely mindig sokkal nagyobb mondanivalót hordoz magában, mint ami olvasható. Írói hitvallása a jéghegy-elv volt. Számára a tömören, minden sallang nélkül megírt művek csak a jéghegy csúcsát jelentették, a sorok közötti olvasás elengedhetetlen volt. A történet valós tartalma mindig a felszín alatt játszódik, akárcsak a vízfelszín alatti jéghegy. Kiválóan példázza ezt a Macska az esőben című, rövid lélegzetvételű novellája, ahol egy szinte semmitmondó esemény álcája mögött a férfi és nő közti elkeseredett drámának lehetünk tanúi.
Hemingwayről azt terjesztették, miután megírt egy művet, azt újra átolvasta és kihúzogatta a felesleges szavakat – legfőképpen a mellékneveket – és csak a legszükségesebbeket tartotta meg. Műveire jellemző az ilyen irányú minimalizálás, a jelzők gyér használata, ami szintén a jéghegy csúcsának csiszolását és a rejtett tartalom hangsúlyozását szolgálta. Írói stílusa éles ellentétben állt irodalmi riválisa, William Faulkner stílusával.

### Világszemlélete
Ernest Hemingway műveinek világa egyértelműen férfiközpontú. Témáiban férfias sportokat ábrázol: vadászatot, halászatot, ökölvívást, bikaviadalt. Az erőszak többféle megvilágításban is megjelenik nála, mint például a háború az Akiért a harang szól (For Whom the Bell Tolls) című regényében, vagy a bérgyilkosság a Bérgyilkosok novellában ("The Killers"). A halál – legyen az csatatérhez vagy máshoz kapcsolódó – visszatérő eleme műveinek. Azonban ez a halál szinte soha sem dicsőséges és nemes; inkább a puszta valósággal és a dolgok értelmetlenségével szembesít. A veszélyekkel, az élet nehézségeivel való bátor szembenézés Hemingway világának tartóoszlopa. Férfias követelmény nála a bátorság és a helytállás, minden körülmények között. A gyávaság megbocsáthatatlan bűn, ezért kell a Francis Macomber rövid boldogsága ("The Short Happy Life of Francis Macomber") című novella címszereplőjének is meghalnia. Hemingway erkölcsi kódexe nem ad felmentést senkinek, még akkor sem, ha az a szereplő pusztulásához vezet. Ezzel a kemény, meg nem alkuvó helytállással találkozhatunk az Aki nem adja meg magát című elbeszélés kiöregedett torreádorában vagy Santiagónak a tengerrel való hősies küzdelmében (Az öreg halász és a tenger).

## Kiemelkedő műve: Az öreg halász és a tenger

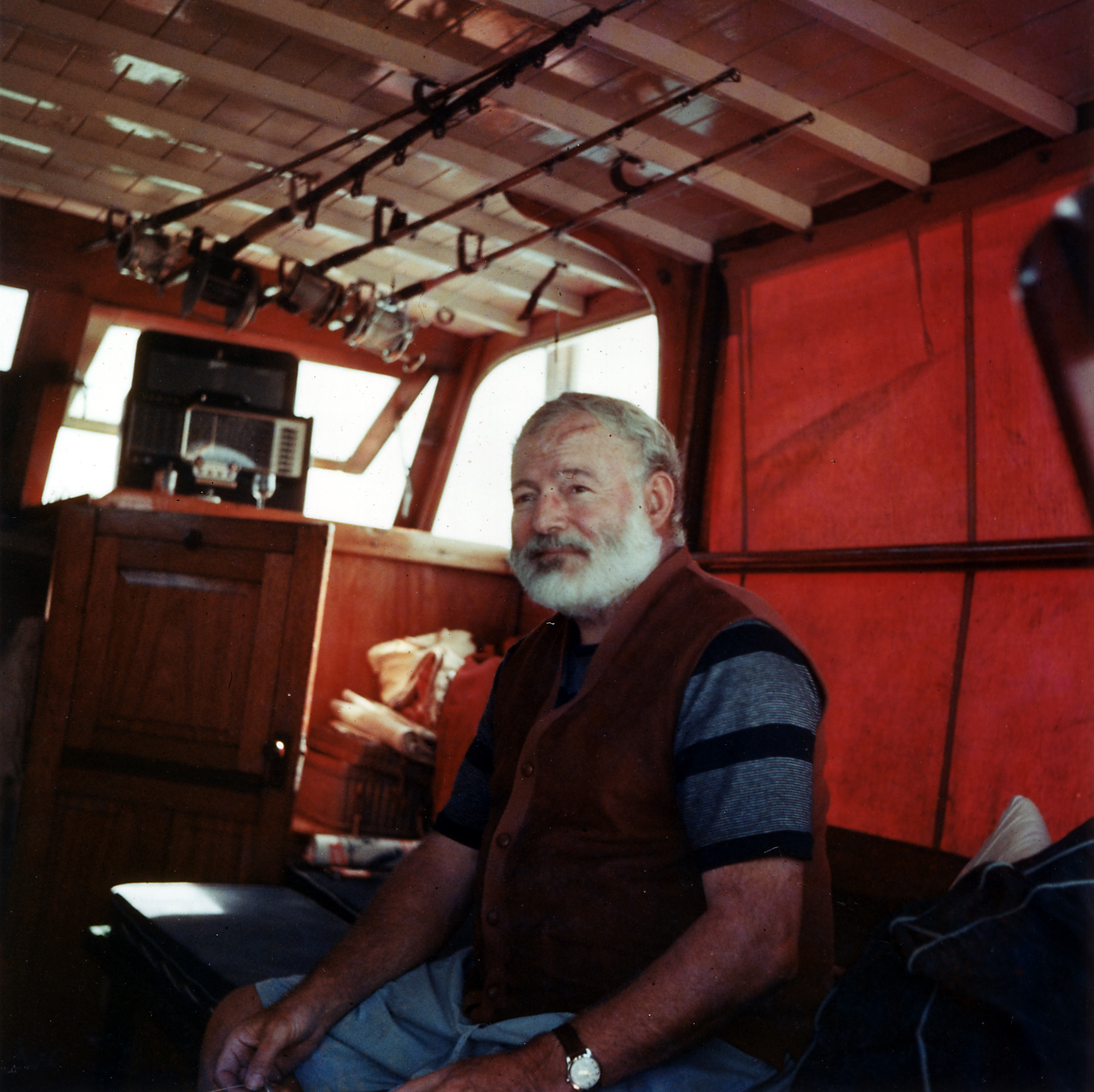
Hemingway saját hajóján 1950 körül

Leglíraibb írása, amelyben az öreg halásznak a tengerrel, a hallal, a természettel, és emberi voltáért vívott küzdelmében a magára hagyatott egyén makacs hősiességét ünnepli.
Egy napon a halász Santiago messzire kievez a tengerre, s horgára végre ráakad egy nagy hal, amely jó két napon át vonszolja őt csónakostul. A harmadik napon sikerül elejtenie a zsákmányt, és megindul a hazafelé fújó passzát szél is. Ám jönnek a cápák, s bár közülük hősies küzdelemben, minden erőtartalékának mozgósításával többet megöl az öreg, végül is a hajóhoz kötözött puszta csontvázzal tér haza, önmaga meg szinte élőhalott már. Az első cápa megölése után mondja ki az öreg halász a mű szállóigévé vált gondolatát: „De hát az ember nem arra született, hogy legyőzzék – mondta. Az embert el lehet pusztítani, de nem lehet legyőzni.”

## Kurt Vonnegut Hemingwayről
„Hemingway vitathatatlanul elsőrangú művész, csodálatos lelke akkora volt, mint a Kilimandzsáró. De a témái – bikaviadalok, szinte teljesen elfeledett háborúk, nagy állatok élvezetből történő lelövöldözése – manapság egy kissé megnehezítik könyveinek olvasását. A természetvédelem, az állatokkal kapcsolatos humanizmus és az úgynevezett hadművészet iránti undor mára elöl áll az általános értékek rangsorában.”

## Művei megjelenési sorrendben

### Regényei
- (1925) Tavaszi zuhatag (The Torrents of Spring)
- (1926) Fiesta, a nap is felkel (korábban Különös társaság) (The Sun Also Rises)
- (1929) Búcsú a fegyverektől (A Farewell to Arms)
- (1937) Szegények és gazdagok (To Have and Have Not)
- (1940) Akiért a harang szól (For Whom the Bell Tolls)
- (1950) A folyón át a fák közé (Across the River and Into the Trees)
- (1952) Az öreg halász és a tenger (The Old Man and the Sea)
- (1970) Szigetek az áramlatban (Islands in the Stream)
- (1986) Édenkert (The Garden of Eden)

### Novelláskötetek
- (1923) Három elbeszélés és tíz költemény (Three Stories and Ten Poems)
- (1925) A mi időnkben (In Our Time)
- (1927) Férfiak nők nélkül (Men Without Women)
- (1932) A Kilimandzsáró hava (The Snows of Kilimanjaro)
- (1933) A győztes nem nyer semmit (Winner Take Nothing)
- (1938) Az ötödik hadoszlop és az első 49 novella (The Fifth Column and the First Forty-Nine Stories)

## Prózai munkák
- (1932) Halál délután (Death in the Afternoon)
- (1935) Afrikai vadásznapló (Green Hills of Africa)
- (1960) Veszélyes nyár (The Dangerous Summer)

### Halála után kiadott prózai munkák
Hemingway, The Wild Years (1962) · Vándorünnep (A Moveable Feast, 1964) · By-Line: Ernest Hemingway (1967) · Ernest Hemingway: Cub Reporter (1970) · Ernest Hemingway Selected Letters 1917–1961 (1981) · The Dangerous Summer (1985) · Dateline: Toronto (1985) · True at First Light (memoir, 1999) · A Kilimandzsáró alatt (Under Kilimanjaro, 2005) · On Paris (2008)

## Magyarul
- Búcsú a fegyverektől; ford. Juhász Andor, bev. Benedek Marcell; Révai, Budapest, 1934 (Klasszikus regénytár. Új sorozat)
- Különös társaság; ford. Németh Andor; Pantheon, Budapest, 1937
  - (Fiesta címen is)
- Akiért a harang szól. Regény, 1-2.; ford. Sőtér István; Révai, Budapest, 1945
- Gazdagok és szegények. Regény; ford. Kassa Zoltán; Révai, Budapest, 1948
- Az öreg halász és a tenger; ford. Ottlik Géza; Új Magyar Kiadó, Budapest, 1956
- Búcsú a fegyverektől; ford. Örkény István; Európa, Budapest, 1958
- A folyón át, a fák közé; ford. Máthé Elek, bev. Sükösd Mihály; Magvető, Budapest, 1958 (Világkönyvtár)
- Novellák; ford. András László et al.; Európa, Budapest, 1960
- A Kilimandzsáró hava. Elbeszélések; ford. András László et al., utószó Sükösd Mihály; Szépirodalmi, Budapest, 1960 (Olcsó könyvtár)
- Afrikai vadásznapló; ford. Szász Imre; Európa, Budapest, 1961
- A nap is felkel. Regény; ford. Déry Tibor; Európa, Budapest, 1962
- Vándorünnep; ford. Göncz Árpád; Európa, Budapest, 1966 (5 világrész könyvei)
- Halál délután; ford. Papp Zoltán; Európa, Budapest, 1969
- Francis Macomber rövid boldogsága; Magyar Helikon–Európa, Budapest, 1970
- Fiesta; ford. Déry Tibor, utószó Géher István; Magyar Helikon–Európa, Budapest, 1970
  - (Különös társaság címen is)
- Szegények és gazdagok; ford. Szász Imre; Magyar Helikon–Európa, Budapest, 1971
- Vándorünnep; ford. Göncz Árpád / Tavaszi zuhatag; ford. Göncz Árpád / Az ötödik hadoszlop; ford. Szász Imre / Cikkek, vallomások; vál. Sükösd Mihály, ford. Bart István; Magyar Helikon–Európa, Budapest, 1971
- Szigetek az Áramlatban; ford. Göncz Árpád, jegyz. Sükösd Mihály; Magyar Helikon–Európa, Budapest, 1973
- Karácsony a világ tetején; vál. Sükösd Mihály, ford. András T. László et al.; Gondolat, Budapest, 1975 (Világjárók)
- Nick. Novellák. Háziolvasmány az általános iskolák 8. osztálya számára; összeáll., utószó Bányai János, ford. Szász Imre et al.; Tankönyvkiadó Intézet, Újvidék, 1979 (Házi olvasmány)
- Veszélyes nyár; ford., utószó Bart István; Árkádia, Budapest, 1988
- Édenkert; ford. Szász Imre; Európa, Budapest, 1994
- Aki nem adja meg magát / The undefeated; ford. Réz Ádám; Noran–Textus, Budapest, 1996 (Kentaur könyvek)
- A jéghegy csúcsa. Hemingway összes novellája; ford. András T. László et al.; Könyvmolyképző, Szeged, 2008
- A mi időnkben; ford. Déry Tibor et al.; 21. Század, Budapest, 2021

## Bibliográfiák
- Baker, Carlos: A Checklist of Hemingway Criticism = Hemingway and his Critics, 1961
- Beebe, Maurice: Criticism of Ernest Hemingway = Modern Fiction Studies, 1955. I. sz.
- Cohn, Louis H.: A Bibliography of the Works of Ernest Hemingway, 1931
- Samules, Lee: A Hemingway Checklist, 1951
- Lania, Leo: Hemingway. Eine Bibliographie, 1960
- Ernest Hemingway bibliográfia, szerk.: Ecsedi Andorné, Gáliczky Éva, Budapest, 1971
- Ernest Hemingway. Bibliográfia, Szeged, 1967

## Díjai, elismerései
- Ezüst érdemrend az olasz kormánytól az első világháborúban (medaglia d'argento–Silver Medal of Military Valor)
- Bronz csillag a második világháború idején (Bronze Star, War Correspondent-Military Irregular in World War II, 1947)
- Irodalmi kitüntetés (Award of Merit from the American Academy of Arts & Letters, 1954)
- Pulitzer-díj (Az öreg halász és a tenger/ The Old Man and the Sea, 1953)
- Irodalmi Nobel-díj, 1954 (Az öreg halász és a tengerért)

## Filmre vitt művei (főszereplők nevével)
- Búcsú a fegyverektől (A Farewell to Arms) (Gary Cooper, 1932)
- For Whom the Bell Tolls (Gary Cooper/Ingrid Bergman, 1943)
- To Have and Have Not (Humphrey Bogart/Lauren Bacall, 1944)
- The Killers (Burt Lancaster, 1946)
- The Breaking Point (1950)
- The Snows of Kilimanjaro (Gregory Peck, 1952)
- Búcsú a fegyverektől (A Farewell to Arms) (Rock Hudson, 1957)
- The Sun Also Rises (Tyrone Power, 1957)
- The Old Man and the Sea (Spencer Tracy, 1958)
- Hemingway's Adventures of a Young Man (1962)
- The Killers (Lee Marvin, 1964)
- For Whom the Bell Tolls (1965)
- Islands in the Stream (George C. Scott, 1977)
- The Sun Also Rises (1984)
- The Old Man and the Sea (Anthony Quinn, 1990)
- In Love and War (Sandra Bullock/Chris O'Donnell, 1996)
- The Old Man and the Sea (r. Alexander Petrov, animáció, 1999)
- Garden of Eden (2008)

## Televíziós produkciók
- Scouting on Two Continents, by Frederick Russell Burnham (befejezetlen, 1958)
- For Whom the Bell Tolls (1959)
- The Killers (CBS Buick Electra Playhouse, 1959)
- The Fifth Column (1960)
- The Snows of Kilimanjaro (1960)
- The Gambler, The Nun and the Radio (1960)
- After the Storm (befejezetlen, 1960)
- A Farewell to Arms (1990)